# Saarijärvi (sjö i Finland, Lappland, lat 69,07, long 21,10)
Saarijärvi är en sjö i Finland. Den ligger i kommunen Enontekis i landskapet Lappland, i den norra delen av landet, 1 000 km norr om huvudstaden Helsingfors. Saarijärvi ligger 684 meter över havet. Arean är 37,4 hektar och strandlinjen är 5,79 kilometer lång.  Omgivningarna runt Saarijärvi är i huvudsak ett öppet busklandskap.